# Ilya Piatetski-Shapiro
Ilya Piatetski-Shapiro (rus: Илья́ Ио́сифович Пяте́цкий-Шапи́ро)  (Moscou, 30 de març de 1929 - Tel-Aviv, 21 de febrer de 2009) va ser un professor i matemàtic.
Ben conegut per les contribucions a la teoria de sèries de Fourier, delimitades a un domini homogeni i grups discrets associats, formes automórficas, i geometria algebraica. Nascut en una família jueva en la Unió Soviètica, va emigrar a Israel. Va ocupar posats de professors a la Universitat de Tel-Aviv i a la Universitat Yale.
Va ser guardonat amb el Premi Wolf en Matemàtiques el 1990.